# 검법남녀 2
《검법남녀 2》는 2019년 6월 3일부터 2019년 7월 29일까지 방송된 MBC 월화드라마이다.
시즌 1을 시청했던 수많은 시청자들의 계속적인 요구에 따라 기획한 드라마로, 시청자들에게 또 하나의 전환점을 제공한 범죄 수사 드라마다.

## 기획의도
범죄는 진화했고, 공조는 진보했다. 까칠법의학자, 열혈신참검사, 베테랑검사의 돌아온 리얼공조! '검법남녀 시즌2'

## 등장 인물

### 주요 인물
- 정재영 : 백범 역 - 국립과학수사연구원 법의관, 흉부외과와 병리과 더블보드
- 정유미 : 은솔 역 - 서울동부지검 형사8부 1년 차 검사
- 오만석 : 도지한 역 - 서울동부지검 형사8부 수석검사
- 노민우 : 장철 역 - 한주병원 응급의학과와 외상외과 전문의, 다중인격
- 강승현 : 샐리 역 - 스텔라의 후임, 약독물학과 연구원

### 국과수
- 주진모 : 박중호 역 - 원장
- 송영규 : 마도남 역 - 법의조사과장
- 고규필 : 장성주 역 - 물리학 석사, 법의조사관 (교통사고 분석실 연구사)
- 노수산나 : 한수연 역 - 화학 박사, 법의조사관 (미세증거물실 연구사)
- 전준우 : 홍진오 역

### 동부지검
- 안석환 : 노한신 역 - 차장검사
- 이도국 : 갈대철 역 - 부장검사
- 박준규 : 강동식 역 - 은솔 검사 사무실 검찰수사관 (계장)
- 박희진 : 천미호 역 - 은솔 검사 사무실 검찰실무관
- 김영웅 : 양수동 역 - 도지한 검사 사무실 검찰수사관 (계장)
- 김영린 : 박영미 역 - 실무관

### 강동경찰서
- 김기무 : 문대국 역 - 강력반 형사
- 민필준 : 강지석 역 - 강력반 형사

### 주변 인물
- 홍서준 : 유태준 역 - 법무법인 진성 대표변호사
- 김대령 : 차부진 역 - 포커스 사회부 기자

### 그 외 인물
- 옥예린 : 한서현 역 - 수연의 딸, 유치원 아동 학대 피해자
- 강연정 : 강아름 역 - 일송증권 영업팀 사원
- 최규환 : 진상철 역 - 일송증권 영업팀 부장, 사내 당사자 간 성희롱 살인사건 가해자
- 이은주
- 신우철 - 박영수 역
- 이성득
- 한사명
- 김준배
- 서동석
- 진모
- 정홍재
- 김승태
- 김재일
- 염승철
- 김수정
- 심혜림
- 김우성
- 엄옥란
- 화영진
- 안중권
- 성현미 : 서현의 돌봄 이모 역
- 박선우
- 이승재
- 당현석
- 나석주
- 고만규
- 김용민
- 김형근
- 박찬규
- 김대근
- 서은우 : 차주희 역
- 우정국 : 장호구 역
- 김지숙 : 천춘자 역 - 장호구의 어머니
- 김자영 : 염순례 역 - 차도희의 어머니
- 김재범 : 임종민 역 - 차도희의 남자친구, 법률사무소 기간제 인턴
- 윤지원 : 차도희 역 - 차주희의 동생, 치위생사
- 이태검 : 장호철 역 - 장호구의 동생
- 박수민
- 윤준호
- 편한셈
- 박선주
- 원세희 : 변호사 역
- 이지혁
- 박선혜
- 김민기
- 연제훈
- 장용복
- 이재순
- 황원규
- 진현광 : 장호구의 담당 의사 역
- 심유승
- 박규리
- 정태양 : 응급구조대원 역
- 한연주 : 응급구조대원 역
- 김찬이
- 김아람
- 강석원
- 임지민
- 서은
- 김민정
- 유재훈
- 이윤상
- 정종우
- 차건우
- 김계형
- 이수민
- 문예지 : 정희주 역 - 모텔 살인사건 피해자
- 한춘일 : 함호철 역 - 유치원 차량운전기사
- 이정연
- 지성근 : 모텔 주인 역
- 김유정 : 폐건물 살인사건 피해자 역
- 정태인
- 심재완
- 이철
- 김하늘
- 강충훈
- 정윤희
- 박준혁
- 최우빈
- 옥주리 : 정희주네 집주인 역
- 신희국
- 강석원
- 장용복
- 이재순
- 차이화 : 유치원 원장
- 박주환
- 강준석
- 송진희
- 염정구
- 정동규
- 안치용
- 김정수
- 김상균
- 김주영
- 채윤희
- 최민주
- 김지성 : 송지수 역 - 대검찰청 감찰 검사, 지한의 선배
- 박건락 : 차우석 역 - 성진그룹 비서실장
- 김문호
- 전운종
- 황보정일
- 김희창
- 전정일 : 산재환자 역
- 손영순 : 길자 역
- 이채은 : 차은영 역 - 서울 중앙 지검 특수 3부 검찰 실무관
- 수웅 : 강준서 역 - 약물 강간 성폭행 사건 가해자
- 김혜지 : 안지혜 역 - 약물 강간 성폭행 사건 피해자
- 김도현 : 오만상 역 - 성진그룹의 전무
- 정유미 : 최화영 역
- 유연 : 조희진 역 - 동우의 고모, 한수의 동생, 길자의 딸

### 특별출연
- 박은석 : 강현 역 - 진상철 측 변호사, 서울동부지검 형사8부 전 수석검사
- 이이경 : 차수호 역 - 부산지방경찰청 마약반 경위, 언더커버, 강동경찰서 전 강력계 형사, 전 경위
- 오동민 : 신입검사 역

## 촬영지
- 윙스펍
- 금호아시아나개발원 - 서울동부지방검찰청
- 대웅경영개발원 - NFS국립과학수사연구원
- 마포대교
- 삿뽀로 수원점
- 그린클라우드커피
- 라이크라이크
- 인천항 제1국제여객터미널
- 코젤다크하우스 영등포구청점

## 시청률
최저 시청률과 최고 시청률은 시청률 조사회사와 지역별로 시청률에 차이가 있을 수 있습니다.
| 2019년      | 2019년      | 2019년             | 2019년         | 2019년         | 2019년       |
| 회차        | 방송일      | 제목               | TNmS 시청률    | AGB 시청률     | AGB 시청률   |
| 회차        | 방송일      | 제목               | 대한민국(전국) | 대한민국(전국) | 서울(수도권) |
| ----------- | ----------- | ------------------ | -------------- | -------------- | ------------ |
| 제1회       | 6월 3일     | Overdose           | 4.0%           | 3.7%           | %            |
| 제2회       | 6월 3일     | Overdose           | 5.7%           | 5.7%           | 6.0%         |
| 제3회       | 6월 4일     | End game           | %              | 4.1%           | 4.8%         |
| 제4회       | 6월 4일     | End game           | 7.2%           | 6.6%           | 7.8%         |
| 제5회       | 6월 10일    | ROSC               | %              | 4.3%           | %            |
| 제6회       | 6월 10일    | ROSC               | 6.4%           | 6.0%           | 6.5%         |
| 제7회       | 6월 11일    | Maximum Engagement | 4.8%           | 4.1%           | 4.9%         |
| 제8회       | 6월 11일    | Maximum Engagement | 6.7%           | 6.2%           | 6.7%         |
| 제9회       | 6월 17일    | Spree Killing      | 6.0%           | 5.9%           | 6.5%         |
| 제10회      | 6월 17일    | Spree Killing      | 7.1%           | 7.5%           | 8.4%         |
| 제11회      | 6월 18일    | Postmortem Changes | 6.0%           | 6.1%           | 7.0%         |
| 제12회      | 6월 18일    | Postmortem Changes | 7.6%           | 7.7%           | 8.6%         |
| 제13회      | 6월 24일    | Contingency Plan   | 5.9%           | 6.8%           | 7.7%         |
| 제14회      | 6월 24일    | Contingency Plan   | 7.2%           | 8.7%           | 9.8%         |
| 제15회      | 6월 25일    | Amber Alert        | 6.1%           | 6.1%           | 6.5%         |
| 제16회      | 6월 25일    | Amber Alert        | 8.0%           | 8.3%           | 9.1%         |
| 제17회      | 7월 1일     | Survival Function  | 6.4%           | 5.9%           | 6.4%         |
| 제18회      | 7월 1일     | Survival Function  | 8.6%           | 8.5%           | 9.3%         |
| 제19회      | 7월 2일     | Putrefaction       | 7.2%           | 6.1%           | 6.7%         |
| 제20회      | 7월 2일     | Putrefaction       | 8.9%           | 8.6%           | 9.4%         |
| 제21회      | 7월 8일     | Undoing            | 7.0%           | 6.1%           | 6.6%         |
| 제22회      | 7월 8일     | Undoing            | 8.5%           | 8.3%           | 8.8%         |
| 제23회      | 7월 9일     | Proof of Guilt     | 7.4%           | 7.1%           | 8.0%         |
| 제24회      | 7월 9일     | Proof of Guilt     | 9.2%           | 9.0%           | 9.8%         |
| 제25회      | 7월 15일    | Venom              | 6.9%           | 6.1%           | 6.7%         |
| 제26회      | 7월 15일    | Venom              | 8.7%           | 8.2%           | 8.8%         |
| 제27회      | 7월 16일    | Missing Link       | 7.5%           | 6.7%           | 7.4%         |
| 제28회      | 7월 16일    | Missing Link       | 9.1%           | 9.3%           | 9.4%         |
| 제29회      | 7월 23일    | Overkill           | %              | 7.1%           | 7.6%         |
| 제30회      | 7월 23일    | Overkill           | %              | 9.5%           | 10.1%        |
| 제31회      | 7월 29일    | Ultimatum          | %              | 6.7%           | 7.2%         |
| 제32회      | 7월 29일    | Ultimatum          | %              | 9.9%           | 10.4%        |
| 평균 시청률 | 평균 시청률 | 평균 시청률        | -              | 6.9%           | 7.8%         |

## 수상 및 후보
| 연도 | 시상식          | 부문                            | 수상작(자)     | 결과 | 출처 |
| ---- | --------------- | ------------------------------- | -------------- | ---- | ---- |
| 2019 | 제32회 그리메상 | 여자 최우수 연기자상            | 정유미         | 수상 |      |
| 2019 | MBC 연기대상    | 시청자가 뽑은 올해의 드라마     | 검법남녀 2     | 후보 |      |
| 2019 | MBC 연기대상    | 월화/특별기획부문 남자 최우수상 | 정재영         | 후보 |      |
| 2019 | MBC 연기대상    | 월화/특별기획부문 여자 최우수상 | 정유미         | 후보 |      |
| 2019 | MBC 연기대상    | 월화/특별기획부문 남자 우수상   | 오만석         | 수상 |      |
| 2019 | MBC 연기대상    | 월화/특별기획부문 조연상        | 고규필         | 후보 |      |
| 2019 | MBC 연기대상    | 여자 신인상                     | 강승현         | 후보 |      |
| 2019 | MBC 연기대상    | 신스틸러상                      | 노민우         | 수상 |      |
| 2019 | MBC 연기대상    | 최고의 1분 커플                 | 정재영, 노민우 | 후보 |      |

## 결방 사유
- 2019년 7월 22일 : 2019 FINA 광주 세계수영선수권 다이빙 여 100m 배영 준결승 중계 방송으로 인해 결방

## 참고 사항
- 이 화면은 레터박스로 구성되었다.

## 같이 보기
- 대한민국의 텔레비전 드라마 목록 (ㄱ)
- 2019년 대한민국의 텔레비전 드라마 목록